# (22322) Bodensee
(22322) Bodensee (1991 RQ4) – planetoida z grupy pasa głównego asteroid okrążająca Słońce w ciągu 3,93 lat w średniej odległości 2,49 j.a. Odkryta 13 września 1991 roku.